# Burgruine Alt-Starkenberg
Die Burgruine Alt-Starkenberg sind die Reste einer Höhenburg in der Gemeinde Tarrenz im Bezirk Imst von Tirol.

## Geschichte
Die Burg Alt-Starkenberg wird 1217 erstmals als Stammburg der Starkenberger in Zusammenhang mit Georg von Starkenberg erwähnt. Ihre Erbauung dürfte in die 2. Hälfte des 12. Jahrhunderts fallen. Die Burg scheint 1284 und 1290 als Ausstellungsort von Urkunden auf. Aus 1328 stammt die Nachricht, dass Georg von Starkenberg für seine Brüdersöhne die Vormundschaft übernimmt und für zehn Jahre die Burg allein zugesprochen bekommt. Ein Ablassbrief von 1341 bezieht sich auf die den Heiligen Georg und Leonhard geweihte Burgkapelle von Alt-Starkenberg. Im Zuge der  Starkenberger Fehde von 1422 mit Herzog Friedrich IV. ist die Burg erobert, zerstört und nicht mehr aufgebaut worden.
Nur die Burgkapelle soll die Belagerung überstanden haben. Deren reicher Reliquienschatz, gestiftet um 1341, ist erst 1447 in die Pfarrkirche von Tarrenz übertragen worden. An dieser soll die eisenbeschlagene Sakristeitür ebenfalls aus den Trümmern von Alt-Starkenberg geborgen worden sein. Auch eine Glocke mit gotischer Minuskelinschrift in der St.-Veit-Kirche des Friedhofs und Partikel des heiligen Kreuzes, die in eine 1772 gestiftete Monstranz in der Kreuzkapelle der Pfarrkirche eingearbeitet wurden, stammen von Alt-Starkenberg. Diese sollen von einem Starkenberger (eventuell 1215 Gebhard von Starkenberg) von einem Kreuzzug nach Jerusalem mitgebracht worden sein. Dafür spricht auch der Ablass für den Kreuzauffindungstag an der Burgkapelle.
Die Sage vom unterirdischen Gang von Altstarkenberg: Die Starkenberger sollen einen unterirdischen Gang von Alt- nach Neustarkenberg gebaut haben. Als Eingang wurde eine Felsspalte nördlich der Ruine Altstarkenberg wenige Meter über dem Salvesenbach bezeichnet. Seit der Zerstörung der Burg im Jahre 1423 soll diesen Gang ein Geist bewachen, der jedem Eindringling das Licht ausbläst.
Quelle: Burgen, Schlösser, Ruinen in Nord- und Osttirol, Beatrix u. Egon Pinzer, Innsbruck 1996, S. 50

## Burgruine Alt-Starkenberg heute
Die Burgreste liegen in einem Wald 20 Minuten nordwestlich von Tarrenz auf einem Felssporn, der Richtung Salvesenbach vorspringt über dem orographisch linken Ufer der Salvesenschlucht. Der Weg zu der Ruine ist nicht ausgeschildert. Von der einstigen Höhenburg sind nur mehr wenige Mauertrümmer erhalten. Der etwa 45 m lange Burgplatz fällt an der südlichen Schmalseite 100 m senkrecht ab. Der Zugang von Norden war durch einen 13 m errichteten Halsgraben geschützt. Dahinter ist ein Mauerzug mit 3 m Höhe erkennbar. Dahinter findet sich ein Futtermauerstück, das auf einen Bergfried mit mindestens 2 m Mauerstärke hinweist. An der südlichen Felsspitze liegt ein spitzwinkeliger Mauerrest (2,7 m hoch und 2 m breit), der aus grob gearbeiteten Bruchsteinen und in halber Höhe mit einem Opus spicatum versehen ist. Auch der ostseitig gelegene Hang war überbaut, wie einige niedrige Futtermauern zeigen. Vermutlich stammen diese Teile aus der Zeit um 1400.
Ein gewisser Johann Joseph Freiherr von Coreth zu Coredo und Rumo (Edle Herren und Landmänner in Tirol) wurde im Jahr 1760 zum Grafen von Starkenberg erhoben.  Die Familie des Letzteren war ab 1806 die Besitzerin der Burg Alt- und Neustarkenberg.